# J/24
Die J/24 ist ein sportliches Kielboot mit guten Gleiteigenschaften. Es wird im Freizeitbereich, vor allem aber international als kleine Regattayacht genutzt. Aufgrund der hohen Verbreitung werden auch Welt- und Kontinentalmeisterschaften ausgesegelt. 

## Geschichte
Als Rodney S. Johnstone 1976 ein schnelles, leicht zu segelndes Boot für seine Kinder bauen wollte, stand ihm als Werft nur seine Garage zur Verfügung. Trotzdem ließ er am 15. Mai 1976 seine erste, von Hand gebaute J/24, die „RAGTIME“, mit den Maßen seiner amerikanischen Garage zu Wasser. 
Die erste Segelsaison mit dem neuen Boot wurde ein so großer Erfolg, dass Johnstone den Auftrag gab, eine Form zur Serienproduktion zu bauen. Das Boot mit der Rumpfnummer 2 wurde im März 1977 fertiggestellt. Die Nachfrage war so groß, dass 1978 eine Klassenvereinigung gegründet wurde. 1981 wurde die J/24 von der IYRU (inzwischen World Sailing) zur internationalen Klasse erklärt.
Heute zählt die J/24 mit etwa 5.500 Booten zu den größten Kielboot One-Design-Klassen der Welt und ist auf fast jedem Kontinent vertreten.
Jährlich werden Kontinental- und Weltmeisterschaften ausgesegelt und fast jeder herausragende Segler hat in seinem Lebenslauf einige Erfolge in der J/24 Klasse verbucht.

## Allgemeines

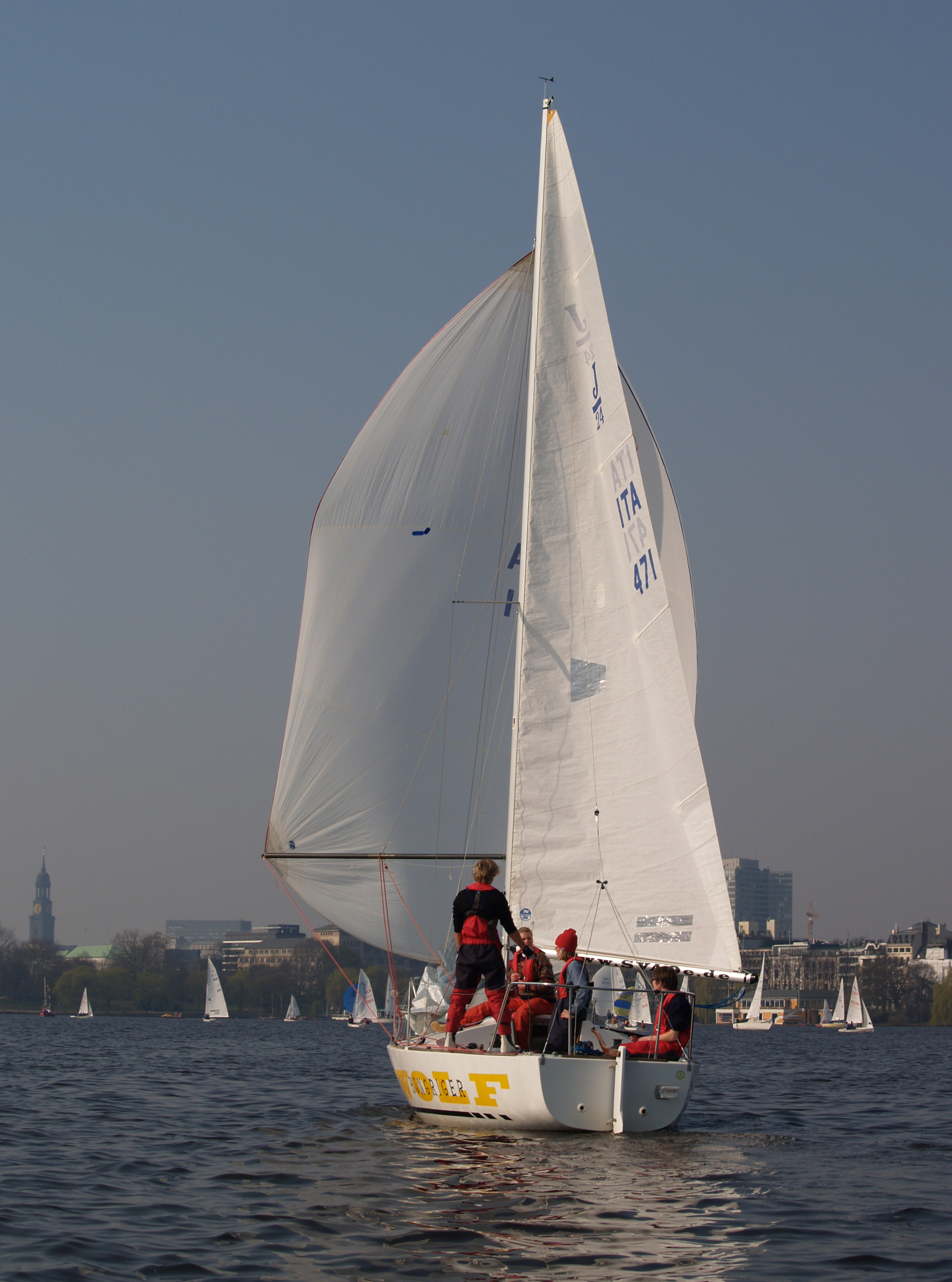
J/24 unter Spinnaker

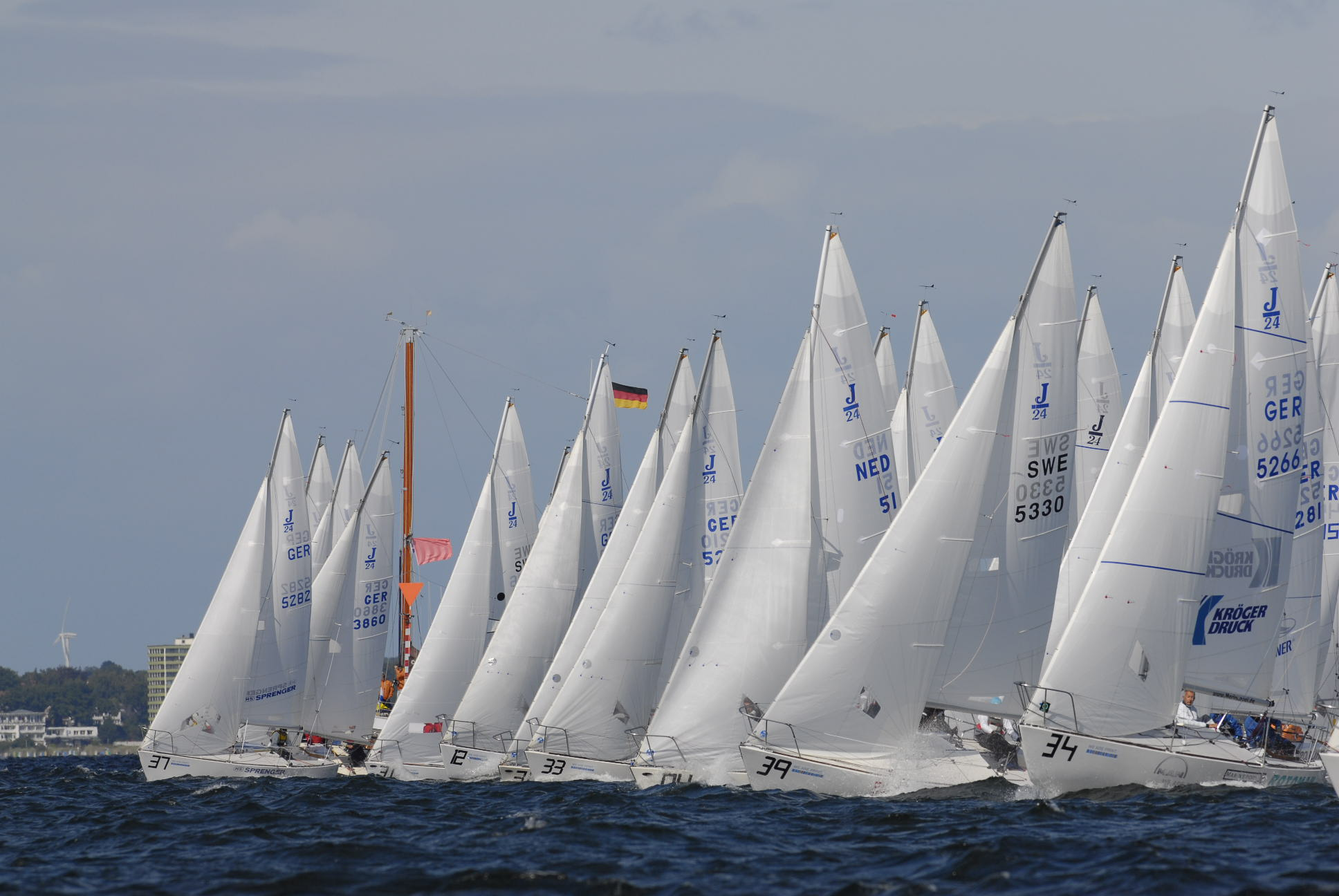
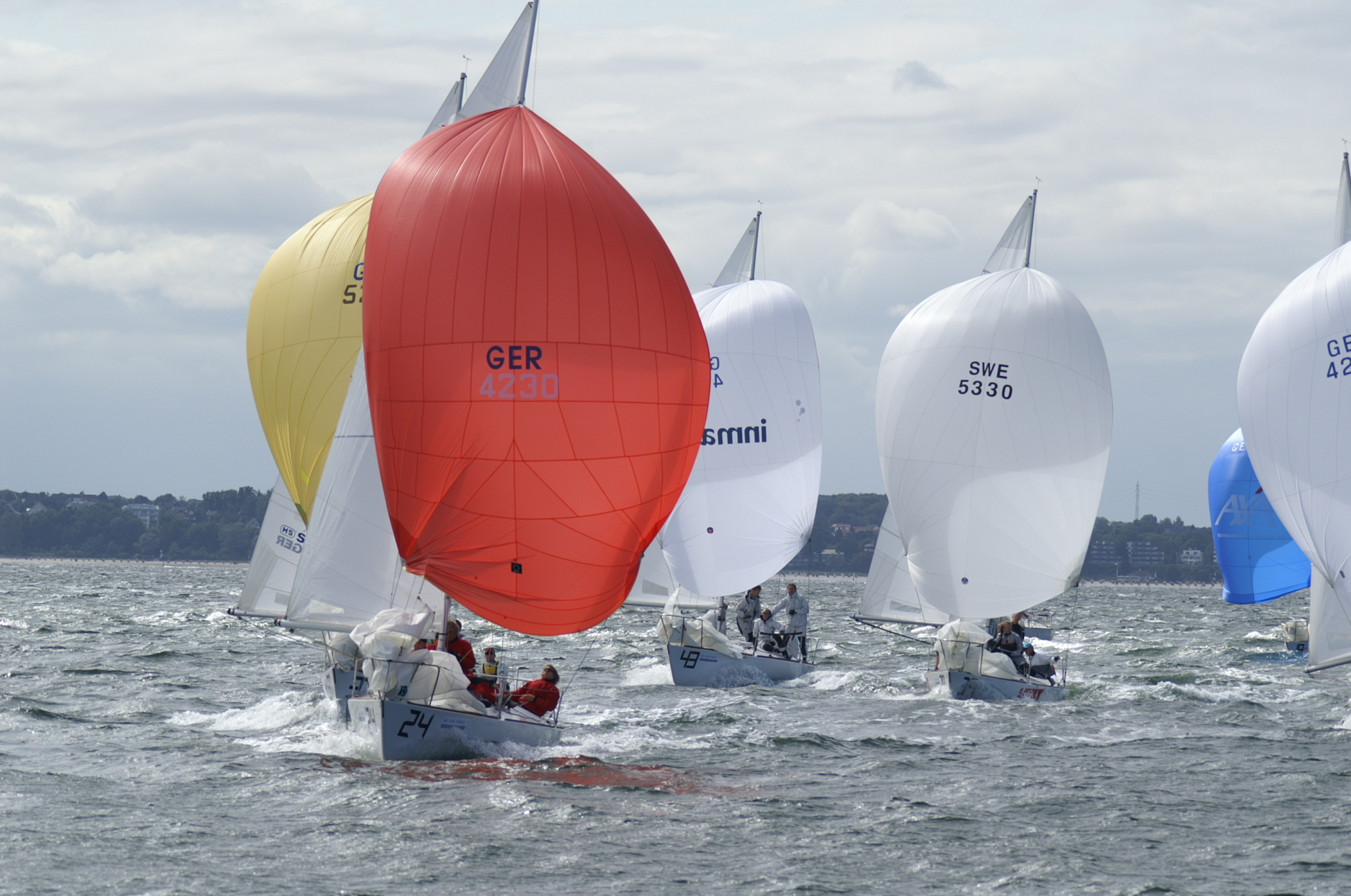
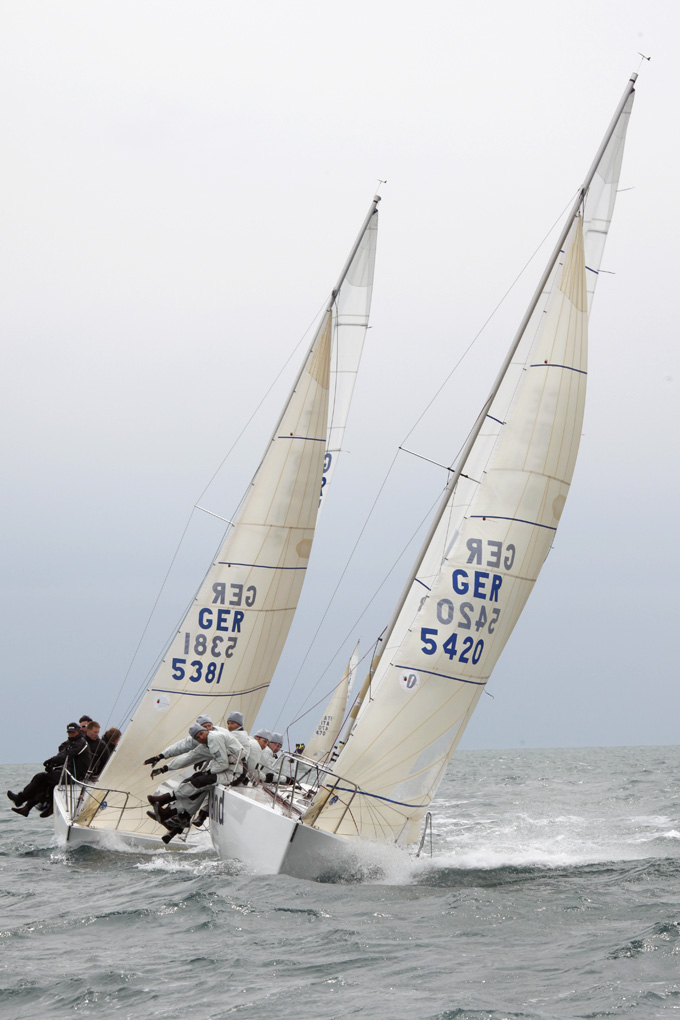

Gesegelt wird zumeist mit einer Besatzung zwischen vier und sechs Personen. Das Schiff ist ab einer Besatzung von zwei Seglern zu beherrschen. Die J24 hat keine Backstagen. Die Beseglung besteht aus Fock, Genua, Großsegel sowie einem Spinnaker. Auf Regatten wird die J/24 meist von fünf Leuten (max. 400 kg Crewgewicht) gesegelt. Das Boot ist bei einem segelfertigen Gewicht von 1.330 kg trailerbar.